# Sant Julià de Vilatorta
Sant Julià de Vilatorta és un municipi de la comarca d'Osona i està situat al sud-est de la regió de l'Alt Ter. Des de l'any 1946, Sant Julià de Vilatorta i Vilalleons formen una sola entitat municipal, amb una superfície d'uns 16 km². Malgrat aquesta fusió, d'efectes purament civils, continuen essent dues entitats d'un passat i unes característiques totalment diferents. El 2019 el municipi tenia 3.114 habitants. Per arribar-hi, la via més fàcil és la carretera C-25 (Eix Transversal) de Girona a Cervera, en la qual preneu la sortida 187 per accedir a Sant Julià de Vilatorta.

## Geografia
- Llista de topònims de Sant Julià de Vilatorta (Orografia: muntanyes, serres, collades, indrets..; hidrografia: rius, fonts...; edificis: cases, masies, esglésies, etc).

La frontera est del municipi constitueix la separació natural de la Plana de Vic i de les Guilleries, des del seu punt de coincidència amb els municipis de Taradell i Viladrau o collada del Vilar fins a Coll Pedrís, en la seva confluència amb Folgueroles i Vilanova de Sau. Tot aquest sector fronterer s'estén per una petita serra, amb altures que oscil·len entre els 750 i els 850 metres d'altitud. Des d’aquesta serra cap a ponent, el terme s'allargassa per petites valls i terrasses situades entre els 570 i els 690 metres.

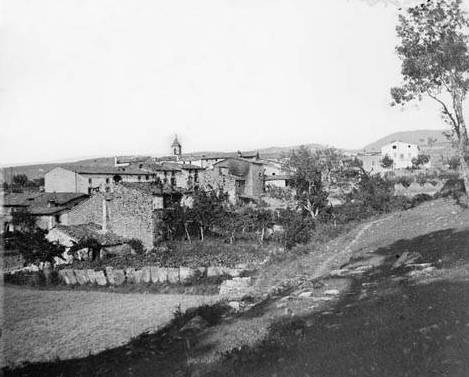
Sant Julià de Vilatorta des dels afores (1882)

La part alta del terme és poblada per boscos de pins i alguns claps d'alzinar, amb racons d'una especial bellesa —com l'indret de Sant Llorenç del Munt, Romegats i Puig-l'agulla— mentre que la part planera forma extenses i grans planes de conreu. Podem destacar, d’entre totes, la planura situada entre els masos del Lleopard, la Mata, l'Omeda i la Carrera, on es va construir cap a l'any 1936 un camp provisional d'aviació.
El poble de Sant Julià es troba gairebé a la ratlla fronterera amb el municipi de Calldetenes, a la vall de la riera de Sant Julià o de la Noguera, en un indret que té aigua i abundoses fonts, famós sobretot per l'antiga font Noguera o les Set Fonts, de set abundoses canelles, envoltada d'una raconada amb un parc enjardinat. Sobre les fonts hi ha les ruïnes de l'antic casal fortalesa dels Bellpuig, conegut popularment com a castell dels Moros, que tenen un aspecte atractiu, amb els seus murs alts i descarnats que sobresurten de l'espessa vegetació.
Dins el terme municipal hi ha la masia l'Albareda, que forma part del Patrimoni Arquitectònic de Catalunya. Aquest mas té una referència datada el segle xiii. Una capella dedicada a Sant Roc és al costat d'aquest mas.

## Història
L'església de Sant Julià de Vilatorta apareix documentada per primera vegada l'any 910. Encara se’n conserva fotografiada l'acta de consagració, que data de l'any 1050. A principis del segle xx la població es convertí en lloc d'estiueig i hi sorgiren nombroses cases de segona residència, moltes de les quals d'estil modernista.

## Demografia
| Entitat de població     | Habitants (2023) |
| Sant Julià de Vilatorta | 3.092            |
| Vilalleons              | 138              |
| Font: Idescat           |                  |

| 1497 f | 1515 f | 1553 f | 1717 | 1787 | 1857  | 1877 | 1887  | 1900  | 1910  |
| ------ | ------ | ------ | ---- | ---- | ----- | ---- | ----- | ----- | ----- |
| 23     | 31     | 50     | 485  | 695  | 1.031 | 999  | 1.000 | 1.165 | 1.315 |

| 1920  | 1930  | 1940  | 1950  | 1960  | 1970  | 1981  | 1990  | 1992  | 1994  |
| ----- | ----- | ----- | ----- | ----- | ----- | ----- | ----- | ----- | ----- |
| 1.284 | 1.299 | 1.159 | 1.265 | 1.335 | 1.368 | 1.513 | 1.831 | 1.949 | 1.949 |

| 1996  | 1998  | 2000  | 2002  | 2004  | 2006  | 2008  | 2010  | 2012  | 2014  |
| ----- | ----- | ----- | ----- | ----- | ----- | ----- | ----- | ----- | ----- |
| 2.063 | 2.141 | 2.269 | 2.473 | 2.622 | 2.809 | 2.933 | 2.974 | 3.024 | 3.123 |

| 2016  | 2018  | 2020  | 2022  | 2024  | 2026 | 2028 | 2030 | 2032 | 2034 |
| ----- | ----- | ----- | ----- | ----- | ---- | ---- | ---- | ---- | ---- |
| 3.113 | 3.096 | 3.140 | 3.193 | 3.297 | -    | -    | -    | -    | -    |

## Economia
La seva economia es basa en l'agricultura de secà i en la ramaderia, menudes indústries i turisme i urbanitzacions de segona residència.
Antigament era conegut com a Sant Julià de les Olles, per l'abundància d'artesans dedicats a la fabricació d'utensilis de ceràmica. Fins i tot l'entranyable tupí derivà en el mot tupinot, a vegades aplicat als vilatortins com a sobrenom en sentit irònic i divertit. El tupí és una olleta petita d’una sola nansa que serveix per escalfar-hi el vi. Al segle xvii en el municipi hi havia 27 forns que es dedicaven principalment a la ceràmica vidriada preparada per anar al foc. De la seva històrica relació amb el món de la terrissa ha nascut el projecte de la Fira del Tupí: fira artesanal monogràfica de terrissa i ceràmica que se celebra anualment el quart cap de setmana de maig.

## Política
Des del 2023, a Sant Julià de Vilatorta hi governa la candidatura de Compromesos amb Sant Julià i Vilalleons amb un pacte amb el partit independent de La Veu del Poble amb 6 regidors involucrats amb el pacte. Això fa deixar sense l'alcaldia a ERC que governava seguidament des de l'any 2011 al municipi.
| Candidatura | Candidatura                                                   | Cap de llista                  | Vots                           | Regidors | % vots |
| ----------- | ------------------------------------------------------------- | ------------------------------ | ------------------------------ | -------- | ------ |
|             | Acord Per Vilatorta - Esquerra Republicana de Catalunya       | Cristina Suñen i Vilamala      | 701                            | 5        | 42,66% |
|             | Compromesos amb Sant Julià i Vilalleons - Junts per Catalunya | Marta Cornellas Torrents       | 635                            | 5        | 38,64% |
|             | La Veu del Poble                                              | Montserrat Sanz Fernández      | 233                            | 1        | 14,18% |
|             | Partit Socialista de Catalunya                                | Lluís Creus Jurado             | 38                             | 0        | 2,31%  |
|             | En blanc                                                      | -                              | 36                             | -        | 2,19%  |
|             | Nuls                                                          | -                              | 30                             | -        | 1,79%  |
| Total       | Total                                                         | 1.673 (66,17% de participació) | 1.673 (66,17% de participació) | 11       | 100%   |

## Llocs d'interès
- Església de Sant Julià de Vilatorta, d'origen romànic, amb retaules barrocs.
- La sagrera i el nucli antic.
- El Casal de Bellpuig, que la gent del poble coneix popularment amb el nom d’el castell.
- El monestir o castell de Sant Llorenç del Munt.
- Les cases senyorials.
- Les obres de Miquel Pallàs.
- Serrat de Sant Ponç (Sant Julià de Vilatorta).
- Col·legi del Roser, de finals del s. XIX, d'estil modernista.
- Església de Santa Maria de Vilalleons, d'estil romànic, amb retaules barrocs.
- Santuari de Puig-l'agulla, del s. XVII, amb retaules barrocs.
- Vilalleons.
- Capella de Sant Roc.

## Jaciments arqueològics i paleontològics
- Cànoves. Jaciment paleontològic de l'eocè en què l'any 2004 es va descriure la nova espècie d'equinoderm Calzadaster Friasi, del qual actualment només es coneix l'Holotip conservat al Museu de geologia del seminari de Barcelona i dos paratips en una col·lecció privada de Amer.[5]

## Caramelles
Les Caramelles van néixer a finals del segle xvi i a Sant Julià de Vilatorta han perdurat en la seva forma original. Gràcies a la indumentària, la intervenció instrumental i una música popular molt pròpia, així com al fet d’haver-se transmès de generació en generació de forma ininterrompuda, fan que fossin mereixedores de ser declarades element festiu patrimonial d'interès nacional el març de 2015. La finalitat d’aquest acord de govern és assegurar la preservació, la protecció i la promoció, mitjançant un reconeixement especial, de les Caramelles del Roser de Sant Julià de Vilatorta com a manifestació de la cultura tradicional catalana d’especial arrelament i rellevància, i adequar-lo a les categories previstes al Decret 389/2006, de 17 d’octubre, del patrimoni festiu de Catalunya. El Concurs de Caramelles del poble coincideix amb la celebració de la Pasqua Florida.